# Brantas (rivier)

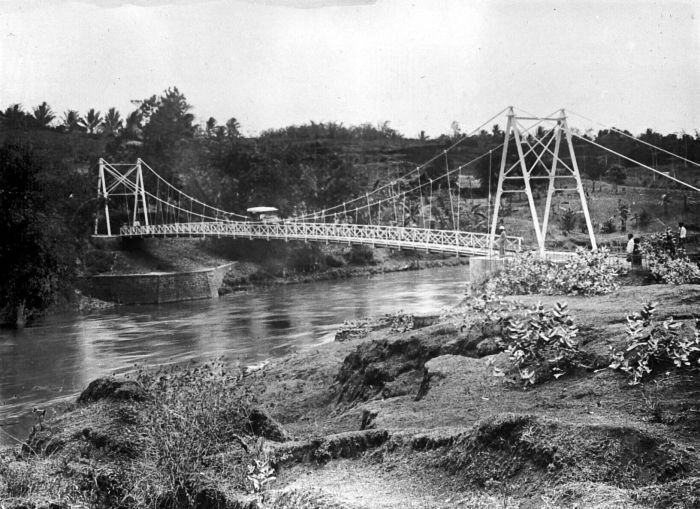
Kabelbrug over de Brantas bij Kesamben (ca.1922)

De Brantas is de langste rivier van Oost-Java in Indonesië. De rivier heeft een lengte van 320 km en een stroomgebied van ruim 11.000 km². De rivier ontspringt op de zuidelijke hellingen van het vulkanisch massief Kawi-Kelud-Butak en de vulkaan Wilis en de noordelijke hellingen van de vulkanen Liman-Limas, Welirang en Anjasmoro. De loop is halfrond tot spiraalvormig in vorm: Vanaf de oorsprong stroomt de rivier eerst in de richting van het zuidoosten, om vervolgens geleidelijk aan af te buigen naar het zuiden, vervolgens naar het zuidwesten en dan naar het noorden om uiteindelijk naar het oosten toe uit te stromen in de Javazee.
Hetzij door een uitbarsting van de Merapi, hetzij door interne twisten, verplaatste koning Mpu Sindok de kraton van het koninkrijk Mataram zich rond het jaar 929 naar het dal van de Brantas in Oost-Java, nabij de huidige stad Jombang. Dit hindoeïstische rijk staat tegenwoordig bekend als koninkrijk Mataram I. De koningen waren afstammelingen van de heersers van het oude, meer naar het westen gelegen rijk.
Amsterdam vernoemde een gracht en brug naar de rivier.
- Virtual International Authority File: 315125866